# Taourirt (Maroc)
Pour les articles homonymes, voir Taourirt.
Taourirt est une ville du nord-est du Maroc, chef lieu de la province du même nom. Elle se situe à 100 km à l'ouest d'Oujda dans la région de l'Oriental.
https://commons.m.wikimedia.org/wiki/File:Taourirt_province_flag.png

## Toponymie
Son nom signifie « petite montagne ».

## Géographie
Taourirt se situe dans le nord-est du Maroc près de l'oued Za qui la borde et non loin de la Moulouya. La ville est bâtie  entre les montagnes des Béni-Snassen et Taza à l'ouest, Nador au nord, El Aïoun Sidi Mellouk et Oujda à l'est, la chaîne montagneuse de Debdou au sud.

## Histoire
La ville est connue sous le nom de Taourirt depuis le XIIe siècle. Les premiers habitants de Taourirt sont les Zénètes des tribus Beni Iznassen/Snassen, suivis des tribus Arabo-berbères Krarma et Ahlaf dans la région. La ville a été le théâtre de quelques batailles dynastiques aux XIIIe et XIVe siècles (Zianides et Mérinides). 
Au XVIIe siècle, Moulay Ismaïl y fonde une kasbah pour que les Krarma, Tafrata, Ahlaf,  Beni Iznassen/Snassen puissent s'y réfugier en cas d'invasion ottomane. 

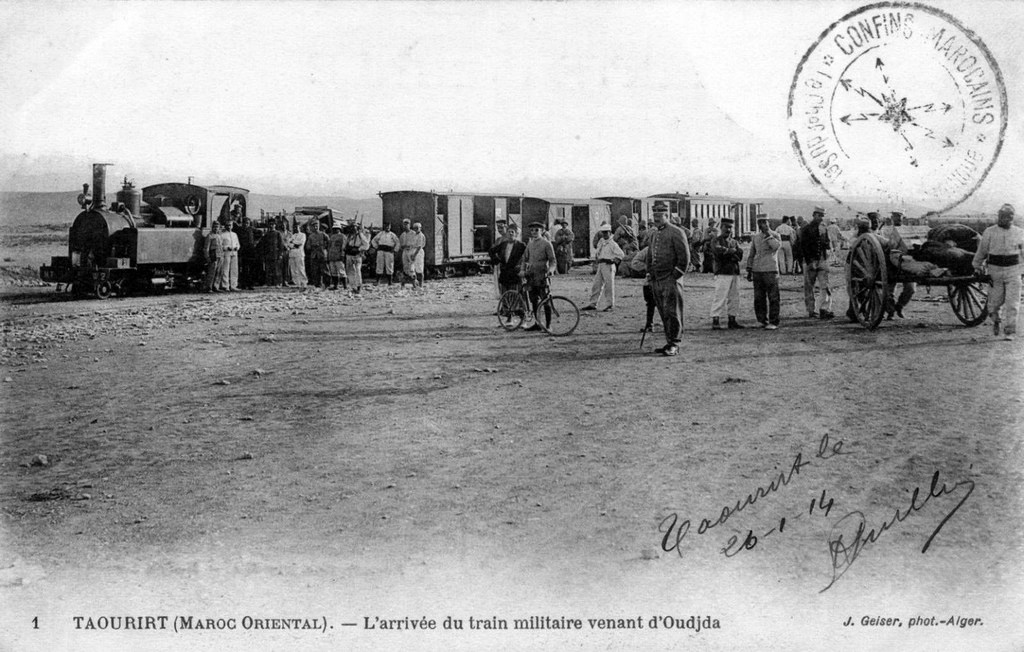
Arrivée d'un train militaire français en provenance d'Oudjda en 1914.

Au XIXe siècle, avec la kasbah Moulay Ismaïl, la ville occupe une place importante dans la défense de l'empire marocain, à la croisée de la route Fès-Oujda et de l'axe commercial entre Sijilmassa et l'Europe.
La localité s'est développée grâce aux activités de commerce d'ovins et surtout par l'exploitation des mines environnantes (zinc, plomb, etc.). En 1997, lorsque la province de Taourirt a été créée, elle en est devenue le chef-lieu. 

## Démographie
| 1994   | 2012    |
| ------ | ------- |
| 57 956 | 121 933 |

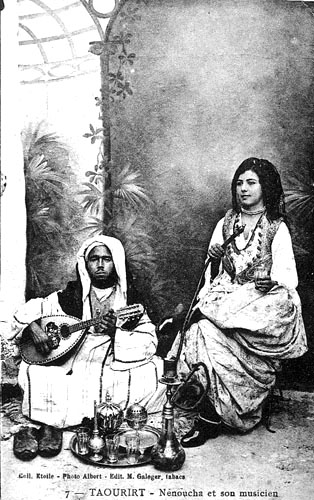
Habitants de la ville au début du XXe siècle.

Les habitants de Taourirt sont majoritairement Arabophones, historiquement la ville et habiter par les Arabes et par les Rifains. Les Aït Bou Yahyi, de Mtalsa, les Beni Iznassen/Snassen, les Aît Yaala, les aît lmidi, les Beni Chbel ainsi que d’autres tribus notamment les Béni fachat. Taourirt, à l'instar d'autres villes du Maroc oriental, a connu une importante émigration, notamment vers l'Algérie voisine ainsi que la France.

## Économie
La ville pratique une agriculture extensive qui repose essentiellement sur la culture de l'olive et les usines de transformation et encourage le développement de l'exploitation des plantes aromatiques et médicinales.
Le rôle économique des Marocains résidents à l'étranger, surtout en France et aux Pays-Bas, y est devenu notable.

## Personnalités
- Abu Ali Al-Hassan Ibn Attia al-Wansharisi, célèbre savant, juge et juriste musulman né dans la ville au XIVe siècle.
- Abdelaziz Meziane Belfkih (1944-2010), ingénieur des ponts et chaussées. Ancien ministre : agriculture, équipement. Ancien conseiller des rois Hassan II et Mohammed VI. Décédé en 2010 à la suite d'une longue maladie. Inhumé au cimetière de Taourirt. Ancien président de l'association des anciens élèves de Taourirt. Artisan de la première réforme de l'enseignement ainsi que de grands projets de développement, à l'instar de Tanger-Med.
- Hassan Abdel Khaleq, ancien ambassadeur en Jordanie, actuellement ambassadeur en Algérie. Homme politique, journaliste, ancien rédacteur en chef du journal "Al Alam", ancien député.
- Mohammed Ameur, ministre délégué auprès du Premier ministre, chargé de la Communauté marocaine résidant à l'étranger du Maroc dans le gouvernement El Fassi. Il est membre du bureau national de l'Union socialiste des forces populaires (USFP). Actuellement député au parlement, ambassadeur à  Bruxelles.
- Taieb Dekkar, journaliste et écrivain, auteur de Maroc-Algérie : la méfiance réciproque, éditions l'harmattan. Paris. 2013. Il a publié au mois d'avril 2016 un deuxième livre autobiographique sous le titre "L'endurance". En 2019, il a publié la version arabe de "Maroc-Algérie : la méfiance réciproque ".
- En 2022, il publie un nouveau livre intitué:  "Algérie: l'instabilité politique éternise la rupture avec le Maroc". Livre qui a été présenté à la Bibliothèque nationale de Rabat et à l'ISIC (école de journaliste)
- Il a été correspondant de la MAP à Oujda, Paris, Alger, Bonn et Berlin puis directeur de l'information au siège à Rabat. Il est membre fondateur de l'association des anciens élèves de Taourirt.
- Mohamed El Yaâgoubi (1977-), footballeur.
- Amine Adli , footballeur international marocain